# Agostino Strozzi

Stemma degli Strozzi

Agostino Strozzi (1450 ca. – dopo 1505) è stato un religioso e scrittore italiano.

## Biografia
Era figlio di Marco Strozzi (?-ante 1460), discendente da Tommaso Strozzi, capostipite del ramo di Mantova degli Strozzi. Studiò all'Università di Ferrara.
Abate e scrittore agostiniano nel monastero di San Vito nei pressi della Porta di San Giorgio di Mantova, Strozzi è riconosciuto per il suo contributo a favore della donna nella querelle des femmes, "un dibattito sulla natura e il valore delle donne che si è svolto in Europa, dal periodo medievale alla prima età moderna".
Strozzi, su commissione della cugina Margherita Maloselli Cantelmo (1474–1532), amica intima di Isabella d'Este  e moglie di Sigismondo Cantelmo (1455-1519), scrisse nel XVI secolo La difesa delle donne.